# Шевченківська селищна рада (Харківська область)
Шевче́нківська се́лищна ра́да — адміністративно-територіальна одиниця та орган місцевого самоврядування в Шевченківському районі Харківської області. Адміністративний центр — селище міського типу Шевченкове.

## Загальні відомості
Шевченківська селищна рада утворена в 1923 році.
- Територія ради: 111,85 км²
- Населення ради: 9 642 особи (станом на 2001 рік)

## Населені пункти
Селищній раді підпорядковані населені пункти:
- смт Шевченкове
- с. Верхньозорянське
- с. Зорянське
- с. Михайлівка
- с. Огурцівка
- с. Первомайське
- с. Раївка
- с. Сазонівка
- с. Троїцьке

## Склад ради
Рада складається з 26 депутатів та голови.
- Голова ради: Волкодав Володимир Петрович
- Секретар ради: Будайчик Сергій Васильович

### Керівний склад попередніх скликань
| Прізвище, ім'я, по батькові | Основні відомості                                                        | Дата обрання | Дата звільнення |
| --------------------------- | ------------------------------------------------------------------------ | ------------ | --------------- |
| Волкодав Володимир Петрович | Селищний голова, 1972 року народження, освіта вища, член Партії регіонів | 26.03.2006   | 31.10.2010      |
| Волкодав Володимир Петрович | Селищний голова, 1972 року народження, освіта вища, член Партії регіонів | 31.10.2010   | 25.10.2015      |
| Волкодав Володимир Петрович | Селищний голова, 1972 року народження, освіта вища, безпартійний         | 25.10.2015   |                 |

Примітка: таблиця складена за даними сайту Верховної Ради України

### Депутати
За результатами місцевих виборів 2010 року депутатами ради стали:

#### За суб'єктами висування
| Суб'єкт висування                                       | Кількість обраних депутатів | %    |
| ------------------------------------------------------- | --------------------------- | ---- |
| Партія регіонів                                         | 22                          | 73,3 |
| Комуністична партія України                             | 3                           | 10   |
| Партія «Відродження»                                    | 2                           | 6,7  |
| Політична партія Всеукраїнське об'єднання «Батьківщина» | 2                           | 6,7  |
| Самовисування                                           | 1                           | 3,3  |

#### За округами
| № округу                                                | Прізвище, ім'я, по батькові    | Дата визнання обраним | Освіта             | Партійна приналежність                        | Відомості про обраного депутата                         |
| ------------------------------------------------------- | ------------------------------ | --------------------- | ------------------ | --------------------------------------------- | ------------------------------------------------------- |
| Комуністична партія України                             |                                |                       |                    |                                               |                                                         |
| 9                                                       | Колій Анатолій Андрійович      | 02.11.2010            | вища               | позапартійний                                 | слюсар, шевченківський СЖКГ                             |
| 15                                                      | Хаустов Вячеслав Іванович      | 02.11.2010            | вища               | позапартійний                                 | ветеринарна лабораторія, директор                       |
| 16                                                      | Коваль Світлана Олександрівна  | 02.11.2010            | вища               | позапартійна                                  | гімназія, вчитель                                       |
| Партія «ВІДРОДЖЕННЯ»                                    |                                |                       |                    |                                               |                                                         |
| 4                                                       | Буряк Валентина Василівна      | 02.11.2010            | середня            | член Партії «ВІДРОДЖЕННЯ»                     | пенсіонер                                               |
| 18                                                      | Літвін Віталій Романович       | 02.11.2010            | середня            | член Партії «ВІДРОДЖЕННЯ»                     | механік, південна залізниця                             |
| Партія регіонів                                         |                                |                       |                    |                                               |                                                         |
| 1                                                       | Смольнякова Любов Іванівна     | 02.11.2010            | середня спеціальна | член Партії регіонів                          | головний бухгалтер, кП «Проміс»                         |
| 2                                                       | Рудь Тетяна Василівна          | 02.11.2010            | середня спеціальна | член Партії регіонів                          | вихователь, дНЗ «Калинка»                               |
| 3                                                       | Золотько Мар'ям Сергіївна      | 02.11.2010            | вища               | позапартійна                                  | начальник сектору контролю, рДА                         |
| 6                                                       | Соловйов Віктор Прохорович     | 02.11.2010            | середня спеціальна | позапартійний                                 | інженер, аТ «Харків обленерго»                          |
| 8                                                       | Комісарова Наталія Іванівна    | 02.11.2010            | вища               | позапартійна                                  | інженер, укртелеком                                     |
| 11                                                      | Чух Леонід Каленікович         | 02.11.2010            | вища               | позапартійний                                 | пенсіонер                                               |
| 12                                                      | Рищенко Ольга Василівна        | 02.11.2010            | середня спеціальна | позапартійна                                  | кП «Проміс», директор                                   |
| 13                                                      | Будайчик Сергій Васильович     | 02.11.2010            | вища               | позапартійний                                 | Секретар ради, селищна рада                             |
| 14                                                      | Юрченко Галина Олексіївна      | 02.11.2010            | середня спеціальна | член Партії регіонів                          | пенсіонер                                               |
| 17                                                      | Парфілова Аліна Володимирівна  | 02.11.2010            | вища               | член Партії регіонів                          | Заступник директора, ліцей райради                      |
| 19                                                      | Горяча Валентина Василівна     | 02.11.2010            | середня спеціальна | позапартійна                                  | пенсіонер                                               |
| 20                                                      | Боготалий Віталій Іванович     | 02.11.2010            | вища               | член Партії регіонів                          | керівник, кП Промінь 05                                 |
| 21                                                      | Гриценко Михайло Олександрович | 02.11.2010            | вища               | член Партії регіонів                          | підприємець                                             |
| 22                                                      | Гужва Іван Михайлович          | 02.11.2010            | середня спеціальна | позапартійний                                 | комірник, зАТ СП «Шевченківське»                        |
| 23                                                      | Пушкарьов Віталій Валерійович  | 19.05.2013            | вища               | член Партії регіонів                          | Шевченківський навчально-технічний центр ТСОУ, директор |
| 24                                                      | Довгаль Вячеслав Миколайович   | 02.11.2010            | вища               | член Партії регіонів                          | керівник, філія Райавтодор                              |
| 25                                                      | Прогляда Надія Миколаївна      | 02.11.2010            | середня спеціальна | член Партії регіонів                          | завідувачка, клуб                                       |
| 26                                                      | Тарасенко Надія Вікторівна     | 02.11.2010            | середня спеціальна | позапартійна                                  | тимчасово не працює                                     |
| 27                                                      | Саричев Вадим Олександрович    | 26.08.2013            | вища               | член Партії регіонів                          | тимчасово не працює                                     |
| 28                                                      | Ярошенко Олег Станіславович    | 02.11.2010            | вища               | член Партії регіонів                          | Начальник, шевченків РЕМ                                |
| 29                                                      | Вініченко Ніна Гнатівна        | 02.11.2010            | вища               | позапартійна                                  | Керівник, кП «Джерело»                                  |
| 30                                                      | Шаригіна Світлана Василівна    | 02.11.2010            | середня спеціальна | член Партії регіонів                          | завідувачка, клуб                                       |
| Політична партія Всеукраїнське об'єднання «Батьківщина» |                                |                       |                    |                                               |                                                         |
| 5                                                       | Бутова Олександра Іванівна     | 02.11.2010            | середня            | член Партії «ВІДРОДЖЕННЯ»                     | підприємець                                             |
| 7                                                       | Шпорт Надія Іванівна           | 02.11.2010            | середня            | член Всеукраїнського об'єднання «Батьківщина» | пенсіонер                                               |
| Самовисування                                           |                                |                       |                    |                                               |                                                         |
| 10                                                      | Кожина Наталія Михайлівна      | 02.11.2010            | вища               | позапартійна                                  | лікар, лікарня                                          |